# Stenocactus rectispinus
Stenocactus rectispinus ist eine Pflanzenart aus der Gattung Stenocactus in der Familie der Kakteengewächse (Cactaceae). Das Artepitheton rectispinus leitet sich von den lateinischen Worten rectus für ‚gerade‘ sowie -spinus für ‚bedornt‘ ab.

## Beschreibung
Stenocactus rectispinus wächst einzeln mit kugelförmigen bis kurz zylindrischen Trieben und erreicht bei Durchmessern von 5 Zentimetern Wuchshöhen von bis 4 Zentimetern. Die 22 bis 28 Rippen sind gewellt. Junge Areolen sind weiß. Die ein bis zwei pfriemlichen, dünnen Mitteldornen sind gelblich und haben eine dunklere Spitze. Sie sind längsgestreift, gerade oder etwas gebogen und 1 bis 2 Zentimeter lang. Die glasigen weißen 18 bis 24 nadelförmigen Randdornen sind waagerecht ausgebreitet. Sie sind 1 bis 1,4 Zentimeter lang.
Die gelblich weißen Blüten besitzen einen rötlichen Mittelstreifen und sind bis 1,5 Zentimeter lang. Die Früchte wurden bisher nicht beschrieben.

## Systematik und Verbreitung
Stenocactus rectispinus ist vermutlich in Zentralmexiko verbreitet.
Die Erstbeschreibung durch Carolina Schmoll wurde 1969 veröffentlicht.  Ein Synonym ist Echinofossulocactus vaupelianus var. rectispinus Bravo (1969, nom. inval. Art. 34.1a, 36.1).
Stenocactus rectispinus ist ein Synonym von Stenocactus vaupelianus.

## Nachweise